# Burcht Reinhardstein
De Burcht Reinhardstein, ook wel Burg Metternich genoemd, (in het Frans Château de Reinhardstein) ligt in de Ardennen, bij het Luikse plaatsje Ovifat, aan het riviertje de Warche, vlak bij het punt waar dit het stuwmeer van Robertville (Lac de Robertville) verlaat. Reinhardstein is de hoogst gelegen burcht van heel België. Vlak bij de burcht stort de waterval van Reinhardstein zich in de Warche. Met zijn 60 meter verval is hij meteen ook de hoogste van het land.

## Geschiedenis
Reinout van Weismes heeft de hoogteburcht in 1354 gebouwd. Hij ligt op een rotsachtige uitsprong in het rivierdal en is nu helemaal omgeven door bos. Door erfenissen en huwelijken kwam hij achtereenvolgens in de handen van de families Nesselrode, Nassau, Schwartzenberg en ten slotte van 1550 tot 1812 in eigendom van de graven van Metternich, behalve tussen 1795-1798 toen de Franse revolutionaire administratie hem verbeurdverklaarde. Franz Georg Karl Graaf van Metternich-Winnenburg-Beilstein verkocht het familiedomein in 1812 aan een handelaar in bouwmaterialen.
Van 1815 tot 1919 behoorde het gebied tot Pruisen. Het Pruisisch bestuur heeft de afbraak onmiddellijk stopgezet en voor het eerst gepoogd om het monument te beschermen. Na de Vrede van Versailles (1919) werd het Belgisch grondgebied.
Vanaf 1969 werd de burcht grondig opgeknapt onder impuls van de nieuwe eigenaar professor Jean Overloop. Na de reconstructie bleef hij er wonen tot zijn dood in 1994. Zijn vrouw en dochter, die het kasteel na zijn dood erfden, hebben het aan een vzw geschonken.
De burcht is bewoond maar toegankelijk voor toeristen. Er loopt ook een pittoreske wandelroute langs.
Voor de populaire jeugdserie Het Huis Anubis zijn hier diverse opnamen gemaakt.

## Eigenaren / Bewoners
- Reinout van Weismes, bouwde in 1354 de burcht
- Johan van Brandscheid heer van Reinhardstein (-1470) trouwde met Agnes van Zievel
- Catharina van Brandscheid genoemd Gebürgen (ca. 1449-1530) trouwde met Adriaan van Nassau zu Reinhardstein
- Adriaan van Nassau zu Reinhardstein, ridder en heer van Bütgenbach en van 1506 tot 1510 rentmeester van Vianden (ca. 1445-1510). Door huwelijk heer van Reinhardstein. Hij was een bastaardzoon van Jan IV van Nassau uit diens relatie met Aleyd van Lommel
- Hendrik van Nassau zu Reinhardstein (1470-1535) heer van Reinhardstein, Fosseux en Morialmez. Hij trouwde met Marguerite de Morialmez. Zij was een dochter van Johan Morialmez uit Corroy heer van de Sint Lambertuskerk en Murddenshoven en Margaretha van Nesselrode.
- Johan van Nassau zu Reinhardstein (1497-1560). Hij trouwde op 26 augustus 1538 met Magdalena von Hatzfeld. Zij was een dochter van Johan X von Hatzfeld heer van Wildenberg en vanaf 1509 door huwelijk heer van Weisweiler en Johanna Harff zu Weisweiler.
- Anna van Nassau zu Reinhardstein (-na 1570) vrouwe van Reinhardstein, Possuir en Winterburg. Zij trouwde (1) met Bertram Kolff von Vettelhoven an der Ahr, heer van Haus Vettelhoven, der Sürsch, het hof Rode, het Gut zu Wormersdorf en het Burglehen Hemmessen (Hemossen) te Altenahr. Zij trouwde (2) in 1540 met Willem von Metternich zu Vettelhoven (-1578) Herr zu Winterburg en door huwelijk heer van Reinhardstein. Willem was een zoon van Edmund von Metternich zu Sommerberg (1498-1542) en Anna Kolff von Vettelhoven. Door het huwelijk van Anna van Nassau in 1550 kwam de burcht aan de graven van Metternich.
- Anna von Metternich zu Reinhardstein, vrouwe van Reinhardstein en Poulseur (-1619). Zij trouwde (1) in 1565 met Godhard van Schwarzenberg Freiherr von Schwarzenberg (-1579). Hij was een zoon van Willem I van Schwarzenberg vanaf 1510 Freiherr von Seinsheim (1486-1526) en Catharina Wilhelmina van Nesselrode. Zij trouwde (2) in 1584 met Hendrik van Plettenberg zu Kessenich.

## Foto's

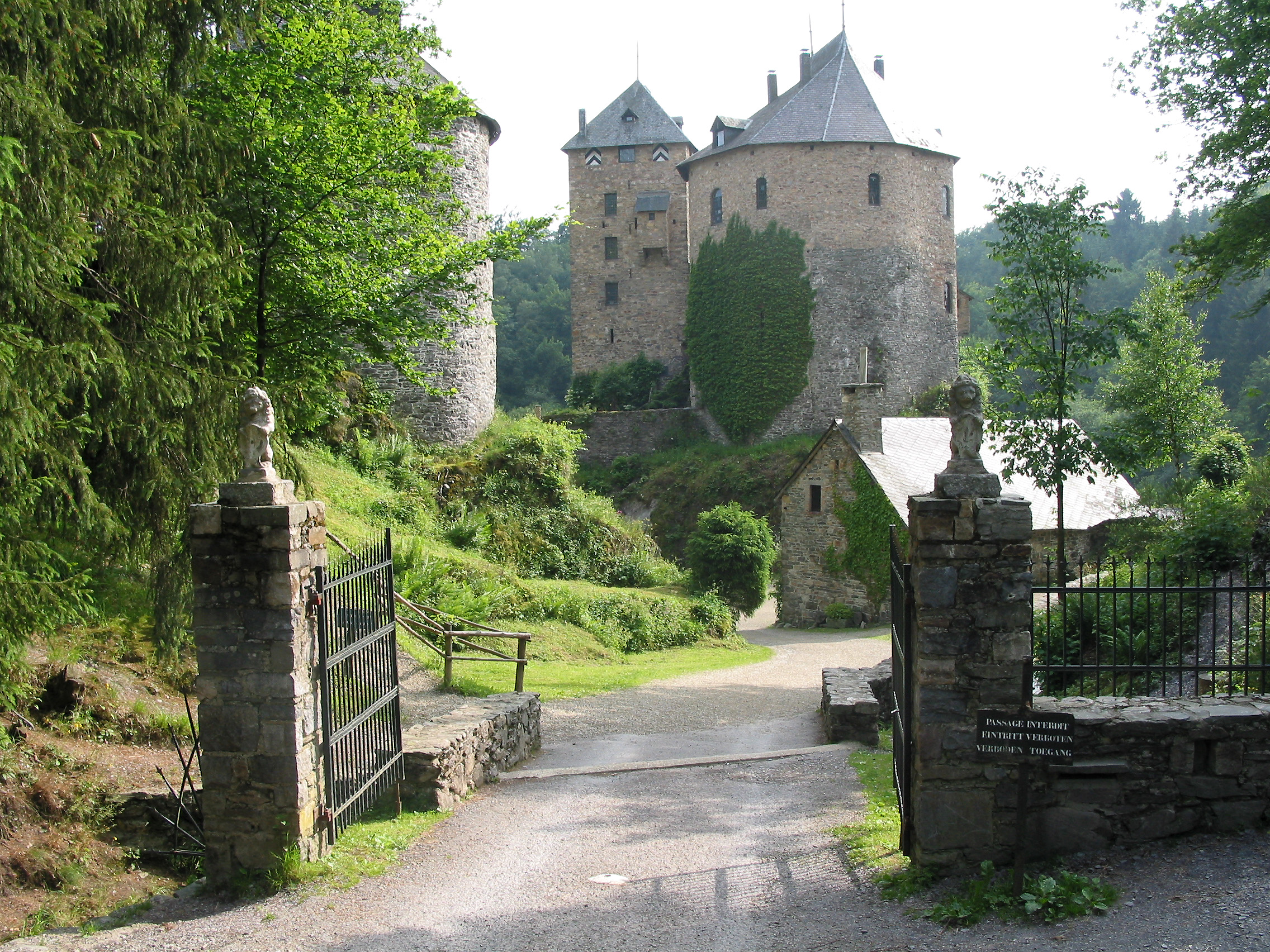
De ingang van de burcht Reinhardstein.
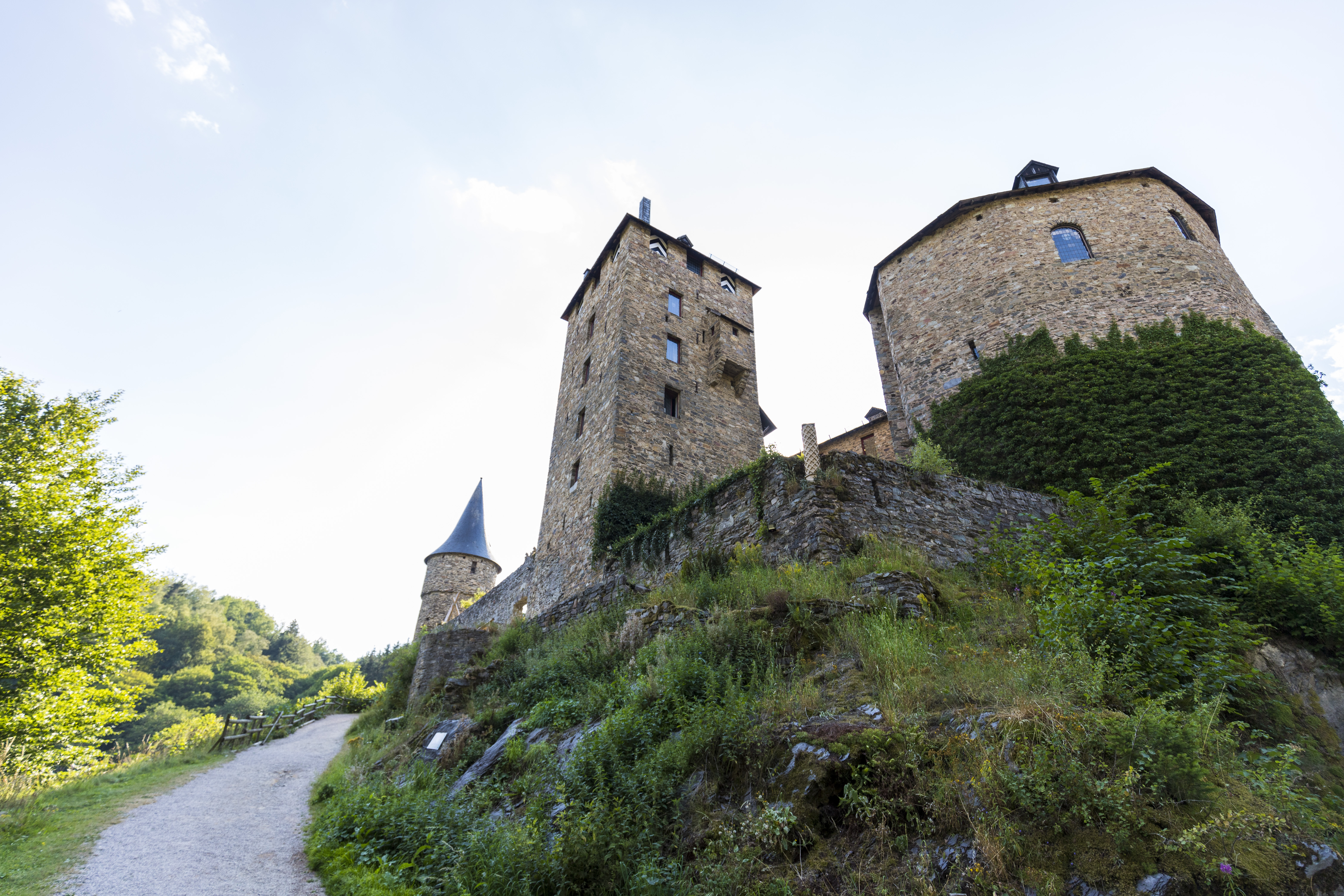
Burcht Reinhardstein anno 2020
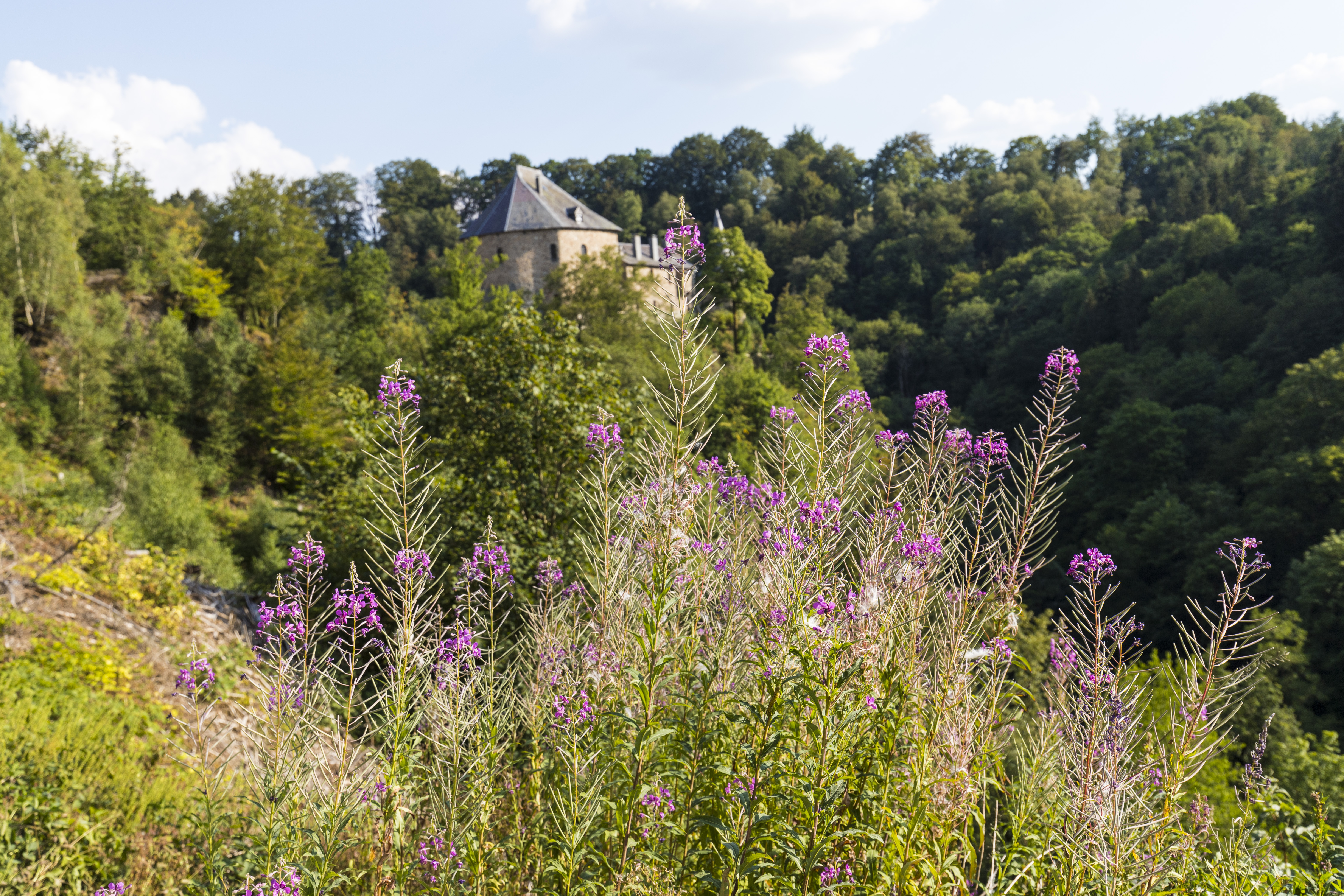
Burcht Reinhardstein gezien vanop de wandelroute
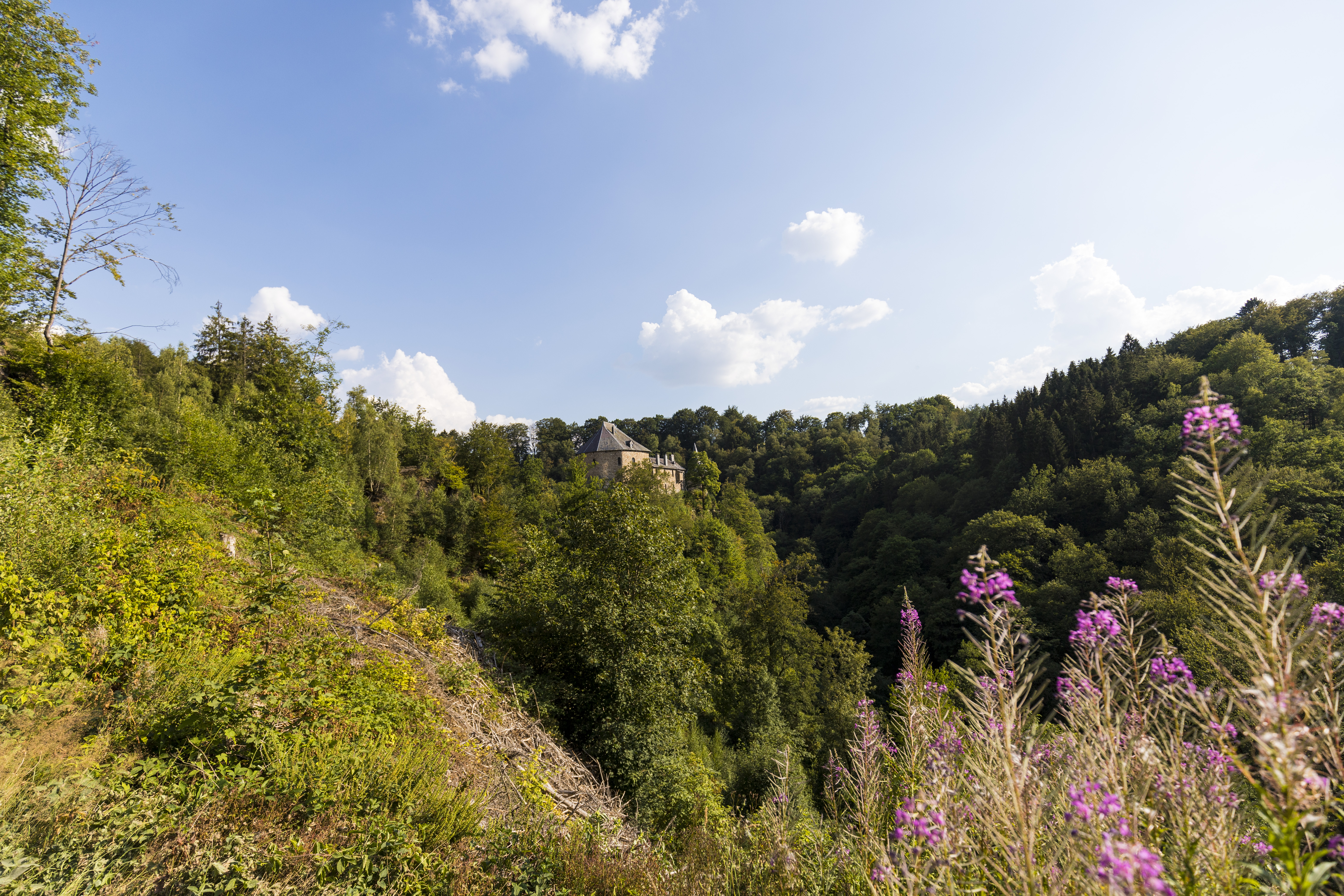
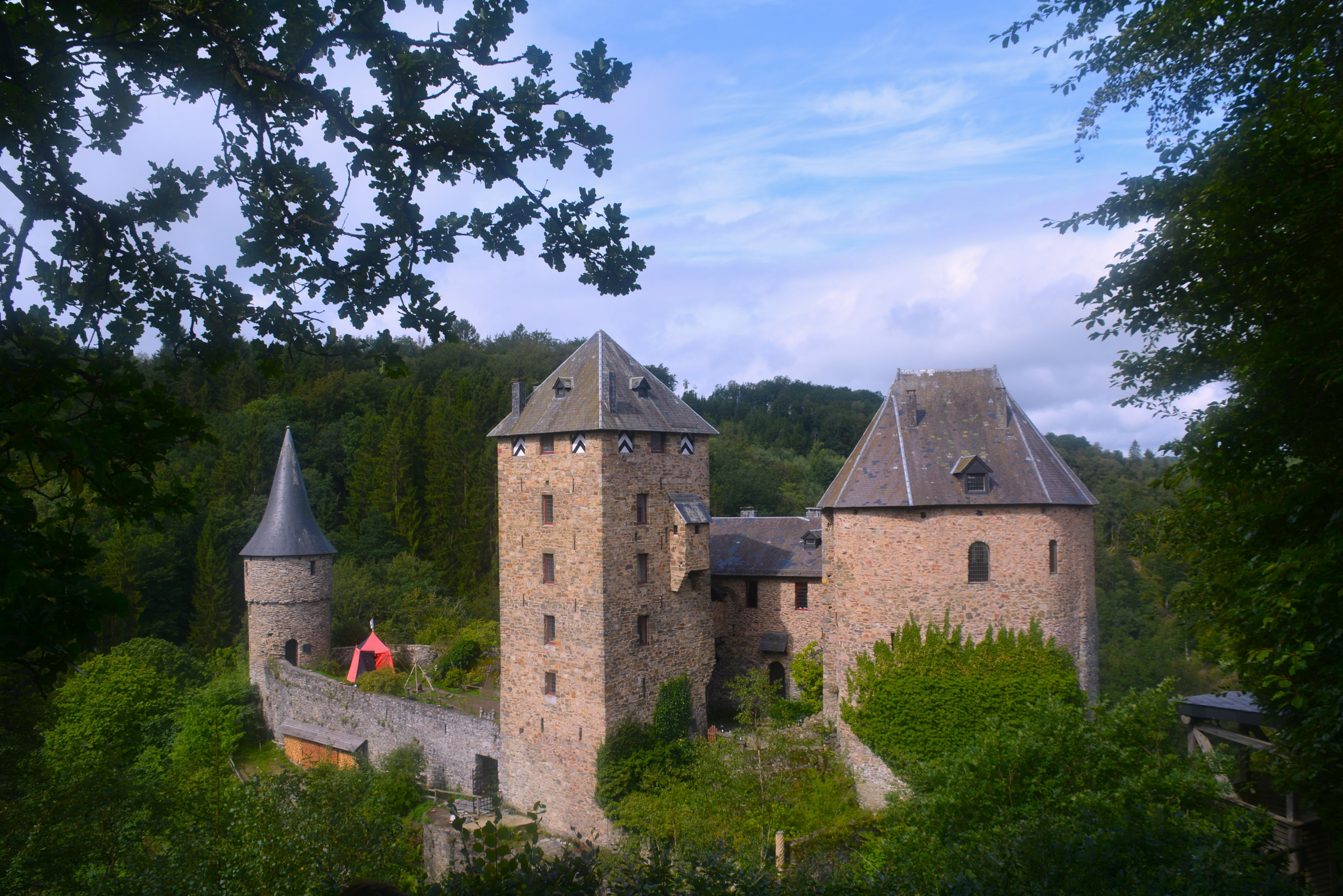
Burcht vanop afstand